# Kirchhaslach

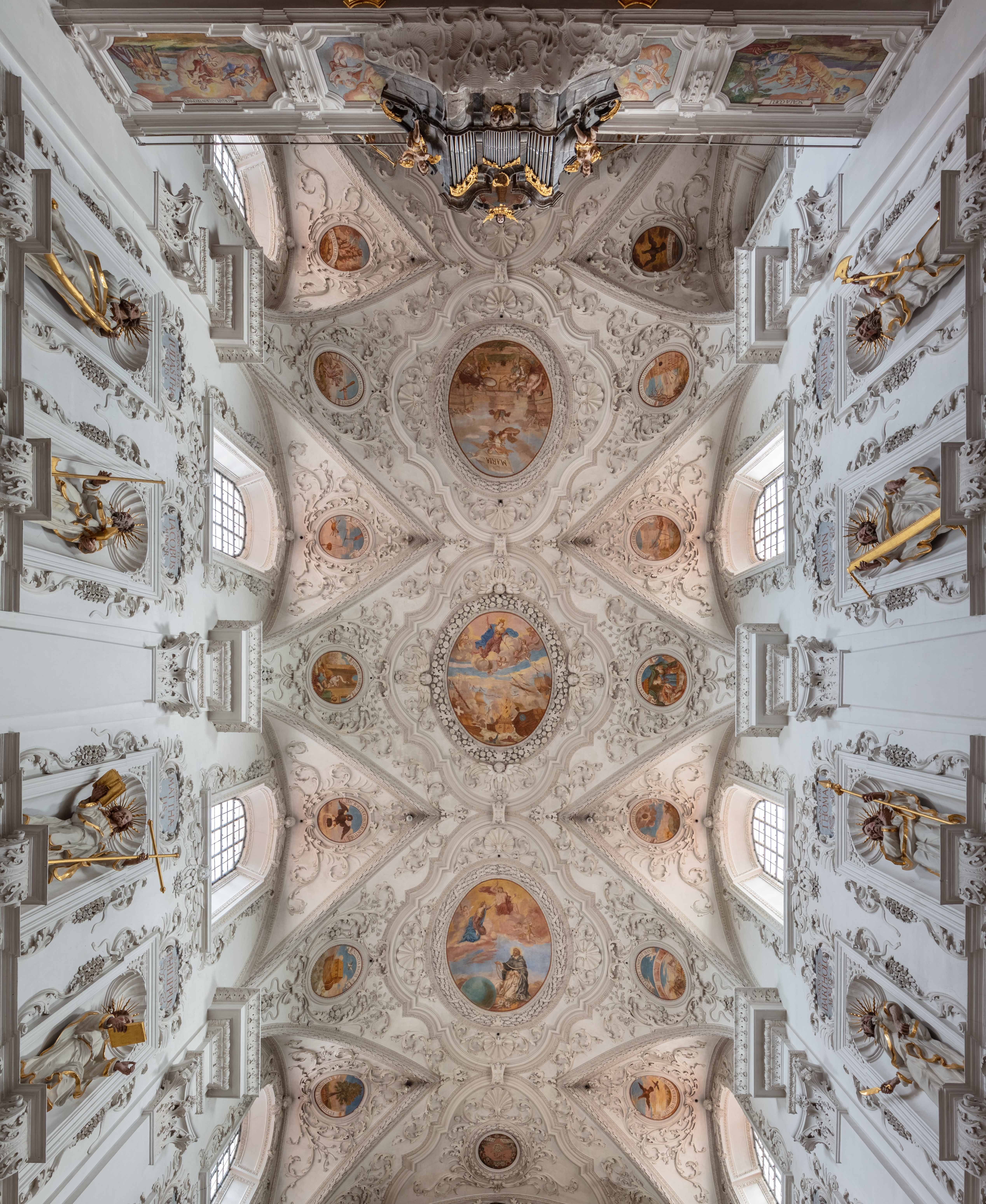
Au plafond de l'église de l'assomption de Marie à Kirchhaslach.

Kirchhaslach est une commune de Bavière (Allemagne), située dans l'arrondissement d'Unterallgäu, dans le district de Souabe.